# Amazon Go

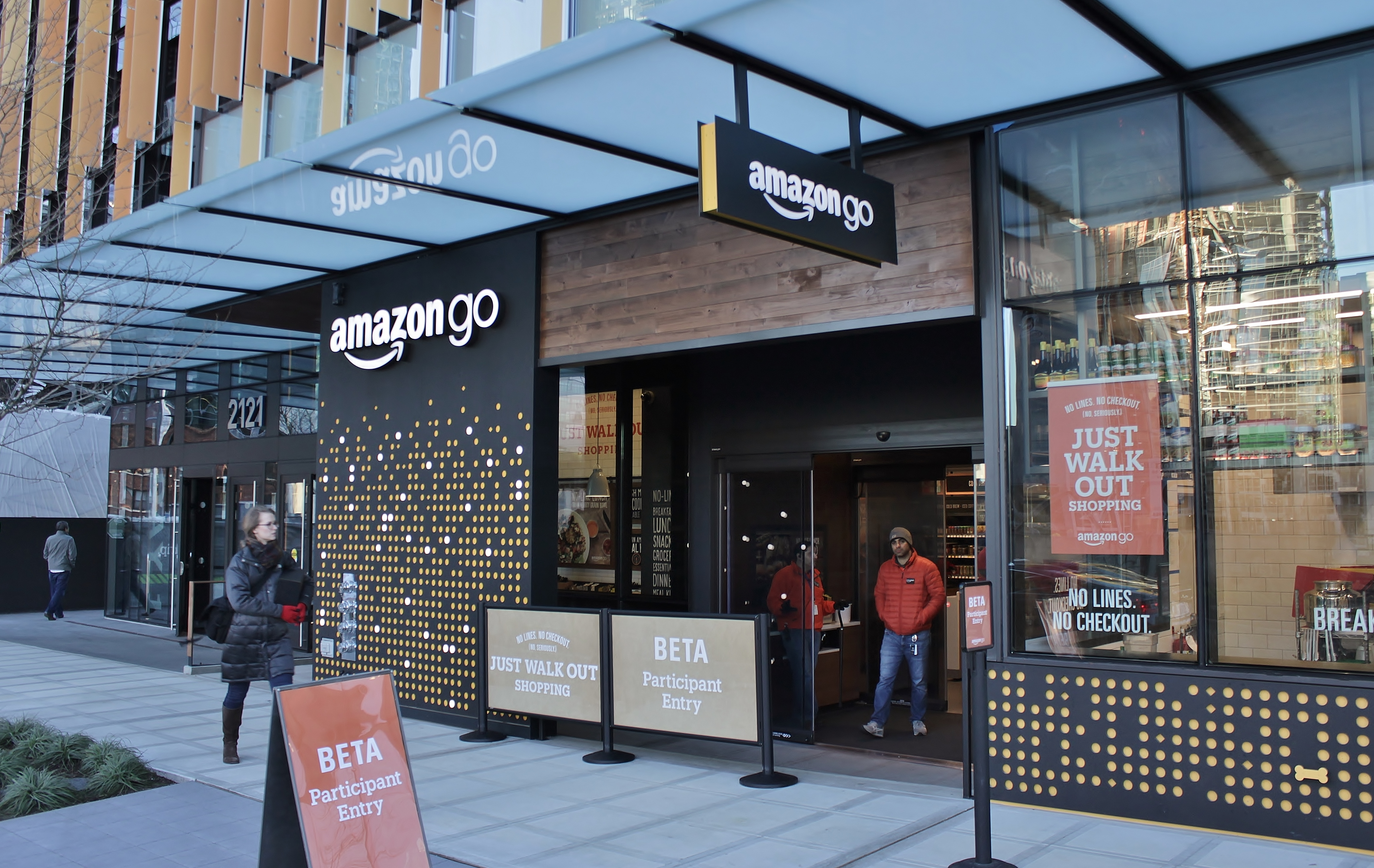
Erstes Amazon-Go-Ladengeschäft

Amazon Go ist eine amerikanische Supermarktkette des US-Konzerns Amazon, deren Geschäfte ohne Registrierkassen oder SB-Kassen auskommen. Die Kunden verlassen das Geschäft nach Auswahl der Waren ohne einen Kassiervorgang, die eingekauften Artikel werden durch Sensoren und Kameras erfasst und nach dem Verlassen des Ladens automatisch berechnet. Stand 2019 waren 26 Filialen in Betrieb.
Das erste Geschäft, das sich in der 7th Avenue von Seattle befindet, eröffnete im Dezember 2016 für Mitarbeiter und im Januar 2018 für die Öffentlichkeit. Dort werden Speisen, „meal kits“, limitierte Lebensmittel und Spirituosen zum Kauf angeboten.

## Entwicklung
Amazon gibt an, das Konzept für kassenlose Supermärkte vier Jahre lang entwickelt zu haben. Zunächst sollte das Geschäft im März 2017 auch für reguläre Kunden öffnen. Dieser Termin konnte jedoch nicht eingehalten werden, da sich in der Erprobungsphase erhebliche technische Probleme zeigten, sobald sich über 20 Kunden gleichzeitig im Geschäft befanden und den Dienst benutzten.
Im Juni 2017 wurde bekannt, dass Amazon bereits die Suche nach weiteren Standorten in den USA und Europa aufgenommen hatte.
Wer in den Amazon-Go-Läden einkaufen will, muss ein Profil bei Amazon besitzen und die Amazon-Go-App herunterladen. Bisher lieferte Amazon innerhalb ausgewählter Städte Lebensmittel per Versand als Amazon Fresh aus, was jährlich 15 US-Dollar Aufpreis auf die teil-pauschalierten Versandkosten von jährlich 99 USD für Amazon Prime ausmachte.

## Technik und Verfahren

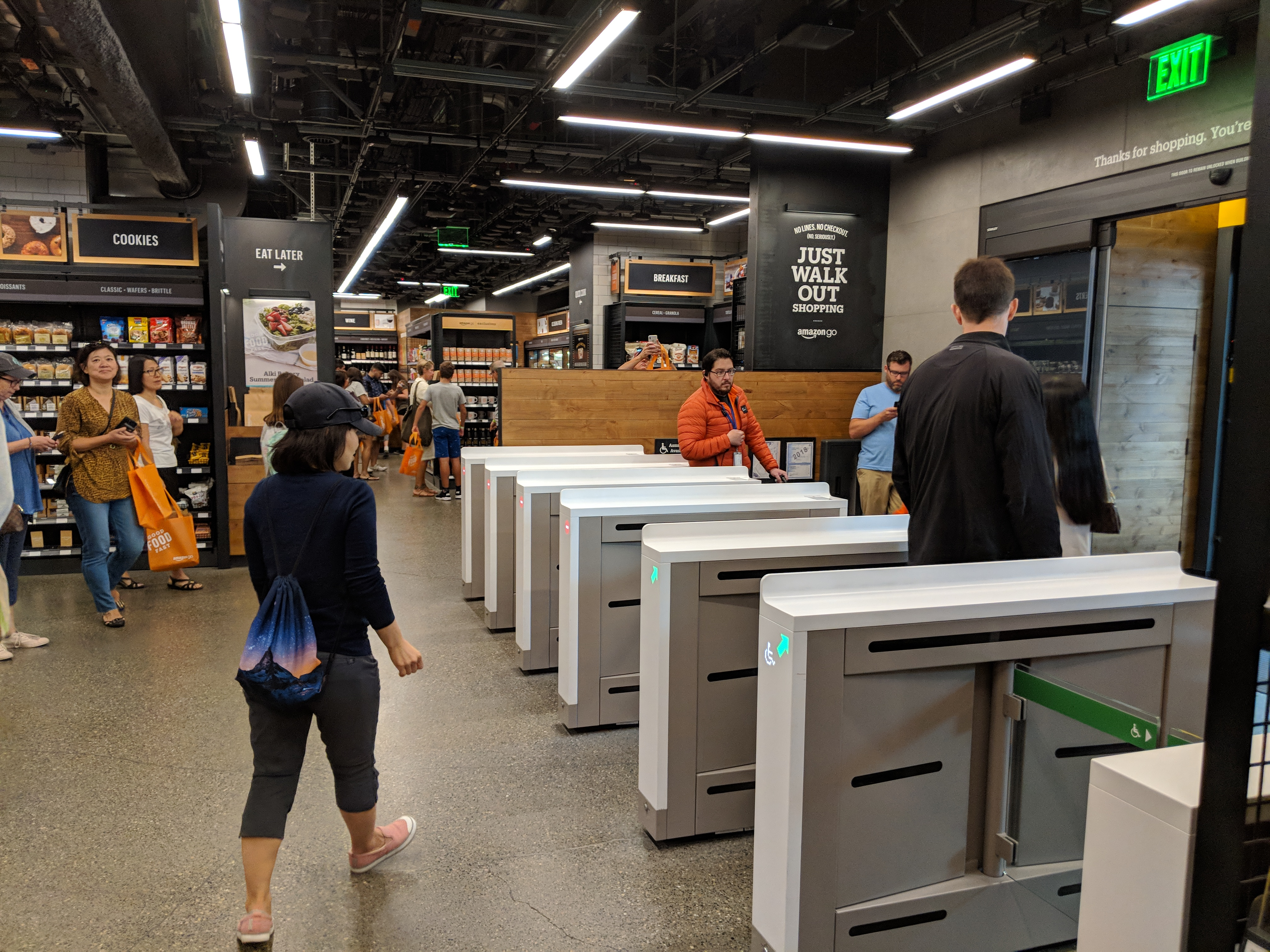
Ausgangsbereich

Im Jahre 2014 meldete Amazon beim US-Patentamt ein entsprechendes Patent unter dem Titel Transitioning Items from a Materials Handling Facility an. Amazon propagiert das System als „Just walk out“-Technologie. Die „Verbindung mehrerer Sensoren“, die zum Einsatz kommen, funktioniert laut Amazon ähnlich wie bei selbstfahrenden Autos (siehe auch Maschinelles Sehen). Am Eingang müssten sich Kunden lediglich mit einem QR-Code ausweisen, der mit der App Amazon Go auf dem Smartphone generiert werde. Danach würden ihre Einkäufe automatisch erfasst; die Kosten würden beim Verlassen des Geschäfts über die Amazon-Accounts der Kunden abgerechnet.
Olaf Kolbrück beschreibt im Online-Magazin e-tailment ausgehend von der US-Patentanmeldung für Amazon Go die Technik wie folgt: „Kameras und eine Kombination unterschiedlicher Sensoren füttern […] einen lernenden Algorithmus, der erkennen soll, welche Produkte Kunden aus dem Regal nehmen – oder wieder zurückstellen. Amazon dürfte dabei auf eine Technik bauen, die ähnlich der Gesichtserkennung Gegenstände aus unterschiedlichsten Winkeln erkennt und über Modelle, wie wir sie von RFID kennen, die jeweilige Position von Kunde und Produkt bestimmen. Zudem können Sensoren zum Einsatz kommen, die das Gewicht der Produkte im Regal – oder gar das Gewicht oder die Größe des Kunden erkennen.“ Ebenso könnten mündliche Kommentare der Kunden gespeichert werden.

## Marktposition
Kassenbereiche abzuschaffen, ist in der Branche keine neue Idee: IBM hatte beispielsweise bereits ein Modell mit RFID-Funketiketten erprobt, scheiterte aber an den Kosten der Etiketten. Insgesamt folgt Amazons kassenloses Supermarktkonzept einem generellen Trend im Einzelhandel, der mittels Digitalisierungsmaßnahmen Effizienzzuwächse anstrebt. Dabei hat die Abschaffung von Kassenbereichen den Hintergrund, dass sie für Händler personal- und kostenintensiv sind und der Kundschaft oft lange Wartezeiten bereiten. Im Januar 2018 brauchte Amazon Go bei derselben Ladengröße aufgrund des Verkaufskonzeptes mehr Personal als vergleichbare Geschäfte der Konkurrenz. Die chinesische Einzelhandelskette BingoBox, die 2018 ebenfalls 200 rund um die Uhr geöffnete kleine Märkte ohne Personal betreibt, verwendet RFID-Etiketten an jedem Stück Handelsware, erfasst und kassiert Kunden über WeChat. Die RFID-Etiketten sind im Aufpreis der Waren gegenüber anderen Händlern wiederzufinden. Bereits im Juli 2017 eröffnete Alibaba einen Tao Café Shop in Hangzhou ohne Kassenpersonal.

## Kritik
Der ehemalige Datenschutzbeauftragte des Bundes Peter Schaar hält nach Bericht von Zeit online das Vorhaben von Amazon für problematisch und inkompatibel mit europäischen Datenschutzbestimmungen. Für den Kunden sei schließlich nicht nachvollziehbar, welche Daten beim Einkaufen gesammelt werden und ob automatisch erstellte Bilder gespeichert oder Emotionen beim Einkaufen festgehalten würden. Da die vom System zu erfassenden Daten gebündelt auf Servern gespeichert werden, gehe Schaar davon aus, dass von jedem Kunden ein exaktes Profil zusammengestellt werde: „Die Daten aus dem Netz werden mit den Daten der Sensoren verknüpft, was dazu führt, dass die Verbraucher identifiziert und ihre Bewegungen im Shop aufgezeichnet werden.“ Das Konzept basiere darauf, den „Menschen total zu kontrollieren“.
Jenny Huberman betrachtet Amazon Go als ein gutes Beispiel für den Überwachungskapitalismus und als Vorreiter, Überwachungstechnologie immer weiter in die letzten Winkel unseres Lebens zu bringen. Es diene als wertvolle Trainingsmöglichkeit und natürliches Laboratorium für die Entwicklung und das
Finetuning von Algorithmen der Überwachungskapitalisten.